# Claudia Alfonso
Claudia Alfonso (Bari, 18 ottobre 1984) è un'attrice italiana.

## Biografia
Appassionata fin da piccola di danza che inizia a studiare all'età di 4 anni, si forma presso il Laboratorio Musical (recitazione, canto e danza) con Simona Samarelli. Nel 2005 debutta in teatro con il musical Winx Power Show, regia di Salvatore Vivinetto, nel ruolo di Flora.
Successivamente si avvicina al cinema con Caos calmo (2008), regia di Antonello Grimaldi, e Questo piccolo grande amore (2009), regia di Riccardo Donna.
Nel 2009 viene scelta per far parte del cast della soap opera di Canale 5, CentoVetrine, dove dal gennaio del 2010 è protagonista con il ruolo di Paola Ventura. Dal marzo 2010 recita nella serie TV Tutti pazzi per amore 2 e Tutti pazzi per amore 3 nel ruolo di Viola.
Nel 2011 ha anche partecipato a uno spot pubblicitario della Rai per il 150º dell'unità d'Italia dove parla in barese.

## Teatro
- Winx Power Show, regia di Salvatore Vivinetto – musical (2005-2006) - ruolo: Flora

## Filmografia

### Cinema

#### Cortometraggi
- Il duello, regia di Massimiliano Battistella (2012)
- Antea for Life, regia di Donatella Maiorca (2012)

#### Lungometraggi
- Caos calmo, regia di Antonello Grimaldi (2008)
- Questo piccolo grande amore, regia di Riccardo Donna (2009)
- Lezioni di cioccolato 2, regia di Alessio Maria Federici (2011)

### Televisione
- CentoVetrine, registi vari – soap opera (2010-2011)
- Tutti pazzi per amore – serie TV  (2010-2012)
- Un'altra vita – serie TV  (2014)

## Programmi Televisivi
- Winx Power Show, speciale Rai Sat Smash (2006)
- Zecchino d'Oro 2006 (Rai Uno) ospite
- Zecchino d'Oro 2007 (Rai Uno) ospite